# Стоєнешть (Флорешть-Стоєнешть, Джурджу)
Стоєнешть, Стоєнешті (рум. Stoenești) — село у повіті Джурджу в Румунії. Адміністративний центр комуни Флорешть-Стоєнешть.
Село розташоване на відстані 31 км на захід від Бухареста, 68 км на північ від Джурджу, 130 км на південь від Брашова.

## Населення
За даними перепису населення 2002 року у селі проживали 1964 особи, усі — румуни. Усі жителі села рідною мовою назвали румунську.